# إنريكي إسكيدا
إنريكي أليخاندرو إسكويدا تيرادو (بالإسبانية: Enrique Esqueda) (مواليد 19 أبريل 1988 في كويريتارو) لاعب كرة قدم مكسيكي دولي يجيد اللعب في خط الهجوم . يلعب حاليا لصالح نادي أمريكا المكسيكي منذ 2006 .

## روابط خارجية
- إنريكي إسكيدا على موقع قاعدة بيانات كرة القدم.إي يو (الإنجليزية)
- إنريكي إسكيدا على موقع ناشيونال فوتبول تيمز (الإنجليزية)
- إنريكي إسكيدا على موقع Soccerway.com (الإنجليزية)
- إنريكي إسكيدا على موقع كووورة
- إنريكي إسكيدا على موقع AS.com (الإسبانية)